# Międzynarodowa Nagroda Literacka im. Janusza Korczaka
Międzynarodowa Nagroda Literacka im. Janusza Korczaka – nagroda międzynarodowa, ufundowana w 1979 r. w setną rocznicę urodzin pisarza, dzięki staraniom polskiej sekcji Międzynarodowej Izby ds. Książek dla Młodych IBBY (Board of Books for Young People). Była finansowana przez Ministerstwo Kultury i Dziedzictwa Narodowego.
Nagroda była przyznawana co 2 lata (do roku 2000) na Biennale Sztuki dla Dziecka w Poznaniu za twórczość literacką dla dzieci i prace pedagogiczne. Organizatorem Biennale jest Centrum Sztuki Dziecka w Poznaniu.

## Laureaci nagrody im. Korczaka
- 1979: Astrid Lindgren (Szwecja) i Bohumil Říha(inne języki) (Czechosłowacja)
- 1981: Michael Ende (Niemcy) i Ján Navrátil(inne języki) (Czechosłowacja)
- 1983: Ewa Nowacka (Polska), Dagmar Hilarová(inne języki) i Miep Diekmann(inne języki) (Holandia)
- 1985: Luczezar Stanczew(inne języki) (Bułgaria) i Marie Winn (USA)
- 1987: Maria Borowa (Polska) i Albert Lichanow(inne języki) (ZSRR)
- 1990: Uri Orlew (Izrael) i Halina Filipczuk(inne języki) (Polska)
- 1992: Joanna Rudniańska (Polska) i Robert Coles(inne języki) (USA)
- 1994: Ofra Gelbart-Awni(inne języki) (Izrael) i Mats Wahl(inne języki) (Szwecja)
- 1996: Jostein Gaarder (Norwegia) i Viliam Klimáček(inne języki) oraz Desider Tóth (Słowacja) i Gertruda Skotnicka(inne języki) (Polska)
- 1998: Reinhardt Jung(inne języki) (Austria), Oleg F. Kurguzow(inne języki) (Rosja), Lars H. Gustafsson(inne języki) (Szwecja), Annouchka Gravel Galouchko(inne języki) (Kanada)
- 2000: Annika Thor(inne języki) (Szwecja)